# Буало, Шарль
Шарль Буало (фр. Charles Boileau; 1648, Бове, О-де-Франс —  28 мая  1704, Париж) — французский священнослужитель, богослов, проповедник. Член Французской академии (с 1694, кресло 19).

## Биография
Пользовался репутацией талантливого проповедника при дворе Людовика XIV, за что король Франции наградил его, назначив аббатом монастыря в Больё-ле-Лош (Центр — Долина Луары).
В 1694 году был избран членом Французской академии. Некоторое время был её директором.
После его смерти Ш. Буало его проповеди были собраны и опубликованы отдельным томом Избранные мысли на различные моральные темы, взятый из проповедей аббата Буало. («Éloge de Charles Boileau, abbé de Beaulieu»).
Ж. Д’Аламбер называл Ш. Буало французским Сенекой, но с менее глубокой и менее интересной философией, чем у римлянина.

## Избранная библиография
- Pensées choisies sur différents sujets de morale (1707)
- Homélies et sermons prononcés devant le Roi et leurs Majestés britanniques, par M. l’abbé Boileau (2 volumes, 1712)
- Panégyriques choisis de feu monsieur l’abbé Boileau, prédicateur du roi, et l’un des quarante de l’Académie française (1718)